# Lilian Ellis
Lilian Stampe Ellis Lind, født Forchhammer (25. maj 1907 i Tyskland – 21. februar 1951 i København) var en dansk skuespillerinde og danserinde, datter af Olaf Forchhammer.
Hun opnåede en række engagementer i udlandet før 2. verdenskrig som danserinde og revyskuespillerinde og ved radio- og fjernsynsudsendelser og film.
Hun blev kun 43 år.
De fire talefilm hun medvirkede i er:
- Alle går rundt og forelsker sig – 1941
- Hjertets refrain - 1943
- Elly Petersen – 1944
- De kloge og vi gale – 1945

## Eksterne links
- Lilian Ellis på Internet Movie Database (engelsk)
- Lilian Ellis på Filmdatabasen
- Lilian Ellis på danskefilm.dk
- Lilian Ellis på danskfilmogtv.dk
- Lilian Ellis på Scope
- Lilian Ellis på Svensk Filmdatabas (svensk)
- Lilian Ellis på The Movie Database (engelsk)
- Lilian Ellis på gravsted.dk